# Теменужки
Теменужките, известни и като виолетки, са вид бонбони, направени от цветове на горска теменуга (Viola odorata), кристализирани в захар. По произход са от Испания, 1915 г.

## Рецепта
За производството на бонбони теменужки се ползват свежи цветове събрани през март. Рецептата се състои в покриване на цветовете със захар и след това кристализиране.

## Описание
Теменужките са малки бонбони с виолетов цвят. Размерът им е почти 2 см. в диаметър, с форма на пет венчелистчета, имитиращи цветовете на горската теменужка.

## Варианти

### Испания
В Испания има теменужките са известни като „caramelo de violeta“. Размерът им е 2 см в диаметър и имат формата на виолетка с пет венчелистчета. За първи път са направени от Висенте Сола през 1915 г. в неговата сладкарница в Мадрид, La Violeta.

### Франция
Теменужките са френски специалитет в град Тулуза (на френски: Violette de Toulouse) от 1818 г. Името „виолетка на Тулуза“ (violeta de Tolosa) е регистрирана търговска марка.
В района на Тулуза има и само ароматизирани с теменужки бонбони наречени bonbons a la violeta, направени като традиционни бонбони, а не от естествени цветове, покрити със захар.

### Белгия
„Теменужките от Лиеж“ са кристализирани в захар бонбони, специалитет от региона на Лиеж в Белгия от 1895 г. Произвеждат се в Спримон, южно от Лиеж, от сладкарница Gicopa.

### България
В България се произвеждат от Захарни Заводи.  Съставки: захар, глюкозен сироп, киселина: лимонена киселина, ароматизант виолетка, оцветители: кармини и брилянтно синьо FCF. Може да съдържа следи от млечни продукти.

## Галерия
- Violeta de Tolosa, Франция
- Франция
- Теменужки от Лиеж, Белгия
- Теменужки от Мадрид, Испания
- Теменужки в традиционната им за Испания прозрачна кутия